# Мурдмаа, Хелле Тийтовна
Хелле Мурдмаа (эст. Helle Murdmaa; 4 февраля 1944, п. Вяндра — 5 июня 2021) — эстонская советская кинорежиссёр.

## Биография
Родилась в 1944 году в посёлке Вяндра Эстонской ССР, урождённая Карис (эст. Karis) дочь тромбониста Тийта Кариса.
В 1952—1957 годах училась в Тарту в балетной студии Иды Урбель, занималась конькобежным спортом в клубе общества «Спартак» (1958—1962).
Когда отец устроился работать в Государственный симфонический оркестр Эстонской ССР, семья переехала в Таллин, где окончила школу в 1962 году.
В 1962—1964 годах училась в учебной студии Эстонского государственного кукольного театра.
В 1965—1970 годах училась на режиссёрском факультете Ленинградского государственного института театра, музыки и кинематографии (ЛГИТМиК).
С 1963 года работала на Эстонском телевидении помощником режиссёра, с 1970 — режиссёром.
С 1979 года — режиссёр киностудии «Таллинфильм», где сняла всего три фильма-сказки.
Её видение сказочно-мифологической тематики в эстонском киноведении считается «эпохальным», её называют матерью эстонского сказочного фильма.

«Дикие лебеди» — третий полнометражный художественный фильм Хелле Мурдмаа, предназначенный в первую очередь для детей. Снова сказка, снова мюзикл, множество динамичных настроек движения. После того, как этот фильм был закончен, о Хелле Мурдмаа заговорили (и это правильно!) как единственный в Эстонии режиссёр сказочного фильма. Зрители наверняка хорошо помнят две её предыдущие работы «Чертёнок» и «Серебряная пряжа Каролины». «Дикие лебеди» являются наиболее искусно зрелыми из них и привлекают внимание и за пределами Эстонии. Московский Совэкспортфильм продал этот фильм нескольким зарубежным странам, не говоря уже об успешном показе внутри Союза и в братских республиках. Но самым большим признанием, если не считать восторженного приема детей, фильм стал частью Фестиваля сказочных фильмов Гиффони в Италии, где «Дикие лебеди» получил специальный приз.
Оригинальный текст (эст.)«Metsluiged» on Helle Karise kolmas täispikk mängufilm, mis mõeldud eeskätt lastele. Taas muinasjutt, taas muusikaline, palju hoogsaid liikumisseadeid. Pärast selle filmi valmimist hakati Helle Karisest rääkima (ja õigustatult!) kui Eesti ainsast muinasjuttfilmi režissöörist.kus «Metsluiged» võitis eriauhinna.Vaatajal on kindlasti hästi meeles tema kaks varasemat tööd «Nukitsamees» ja «Karoliine hõbelõng». «Metsluiged» on neist kõige kunstiküpsem ja on äratanud tähelepanu ka väljaspool Eestimaa piire. Moskvas asuv Soveksportfilm müüs seda filmi mitmesse välisriiki, rääkimata edukast linastumisest N. Liidu piires, nn vennasvabariikides. Kuid suurim tunnustus, kui laste vaimustunud vastuvõtt kõrvale jätta, sai filmile osaks Itaalias Giffoni muinasjuttfilmide festivalil, 
— Orav, Õ. — Tallinnfilm II. Mängufilmid 1977—1991. Tallinn, 2004. — lk 408—409.
Однако, после 1991 года к художественному кино не возвращалась. Снимала документальные телефильмы, обычно историко-биографические.
Умерла в 2021 году.

## Семья
С 1970 по 1988 год была замужем за архитектором Алланом Мурдмаа, сын Питер Мурдмаа — кинорежиссёр-оператор.

## Фильмография
Режиссёр и сценарист снятых на киностудии «Таллинфильм» художественных фильмов:
- 1981 — Чертёнок / Nukitsamees
- 1984 — Серебряная пряжа Каролины / Karoliine hõbelõng
- 1987 — Дикие лебеди / Metsluiged